# Frithuswith
Frithuswith (également Frideswide ou Fréwisse) est une religieuse anglo-saxonne du VIIIe siècle. Fondatrice et première abbesse d'un monastère double à Oxford, elle est considérée comme la sainte patronne de la ville et de son université. Sa fête est le 19 octobre.

## Biographie
La vie de Frithuswith est principalement connue à travers une hagiographie du XIIe siècle qui existe sous deux formes. La plus ancienne, qui date peut-être des années 1100-1130, est anonyme et sert de base à la seconde, composée entre 1140 et 1170 environ par le prieur Robert de Cricklade. Le texte de ces hagiographies existe en latin et en moyen anglais. Frithuswith apparaît également dans la Gesta Pontificum Anglorum (en) du chroniqueur Guillaume de Malmesbury, également rédigée au début du XIIe siècle.
D'après la légende, Frithuswith est la fille d'un roi d'Oxford nommé Didan, qui fonde pour elle un monastère dans la ville. Un monarque voisin, Algar de Leicester, souhaite l'épouser, mais elle refuse et s'enfuit à Bampton avec l'aide de Dieu, avant de se cacher à Binsey. Lorsque Algar se rend à Oxford pour la chercher, il est frappé de cécité en voulant entrer dans la ville et ne retrouve la vue qu'en acceptant de laisser Frithuswith entrer en religion. La jeune femme peut alors rentrer à Oxford, où elle s'établit dans un monastère double dont elle devient la première abbesse. Elle meurt dans son couvent le 19 octobre 727.
Pour l'historien John Blair, ce récit légendaire reflète en partie la situation économique et politique de la vallée de la Tamise au début du VIIe siècle. Le rôle de Frithuswith à Oxford serait similaire à celui d'Ælfflæd à Whitby ou d'Eadburh à Minster-in-Thanet, deux autres princesses devenues abbesses. L'élément Frithu- dans son nom suggère une possible parenté avec Frithuwold, un roi du Surrey lié à l'abbaye de Chertsey, elle aussi située dans la vallée de la Tamise, et Fretheric, un prince lié à l'abbaye de Breedon (en) qui pourrait être la maison-mère de plusieurs monastères du Surrey.

## Culte

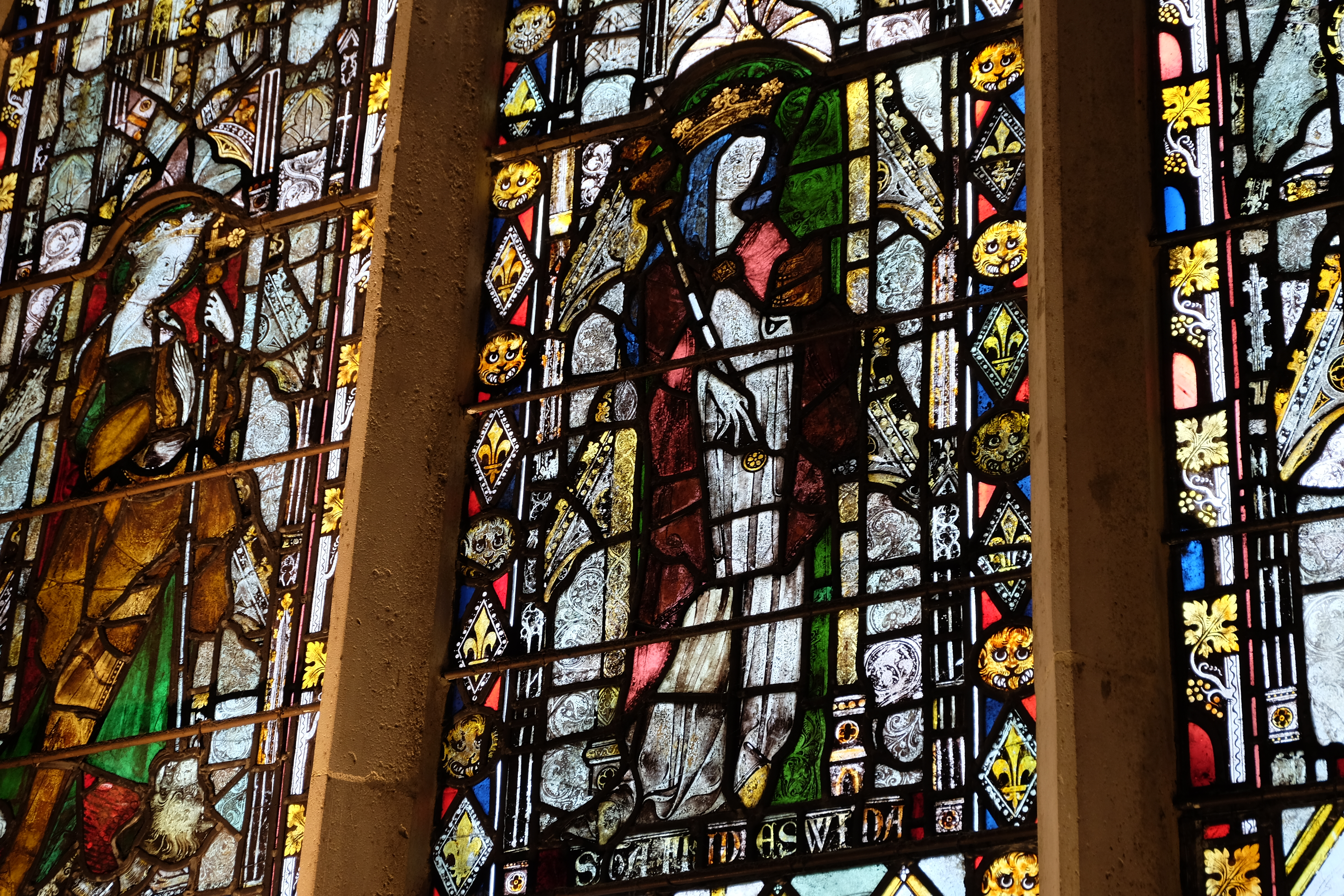
Un vitrail dépeignant Frithuswith à la cathédrale d'Oxford.

D'après son hagiographie, Frithuswith est inhumée en l'église Sainte-Marie d'Oxford. Après sa destruction par les Vikings en 1002, l'église est reconstruite par le roi Æthelred le Malavisé. Elle laisse place à un prieuré d'augustiniens au début du XIIe siècle. Les reliques de Frithuswith, déplacées en 1180, puis en 1289, sont à nouveau inhumées dans l'église du prieuré en 1562. Elle est considérée comme la sainte patronne de la ville d'Oxford et de son université dès le XIIe siècle. La légende d'Algar aurait dissuadé plusieurs rois d'Angleterre d'entrer dans Oxford jusqu'à Henri III en 1263.
Le culte de Frithuswith est également observé au XIIe siècle à Bomy, en France.